# Břežany (okres Znojmo)
Břežany (do roku 1949 Fryšava, jinak též Vršava, německy Frischau) jsou obec nacházející se asi 5 km severozápadně od městečka Hrušovany nad Jevišovkou v okrese Znojmo. Žije zde 809 obyvatel. V celé obci je evidováno 221 domů.

## Název
Nejstarší doložená podoba jména je Břežany, což je původní označení obyvatel vsi břežěné – lidé bydlící na břehu nebo lidé z Březí. V němčině po řadě hláskových změn (nejstarší německá podoba zapsána Vrishan) přikloněno k frisch – čerstvý, což zpětně počeštěno jako Fryšava. Po druhé světové válce došlo k návratu k původní podobě jména.

## Historie
První písemná zmínka o vsi pochází z roku 1222 v majetku velehradského kláštera. V tomto roce zde byl vysvěcen původní kostel sv. Bartoloměje. Ve 14. století byly Břežany povýšeny na městečko. V místech někdejší tvrze byl v polovině 17. století postaven barokní zámek.
Ve vsi je mateřská školka s základní školou, která je rozdělena do dvou budov: 1. stupeň je vedle fary a kostela, 2. stupeň je na cestě k Mackovicím. Ke škole patří tělocvična. Každý rok kolem 20. srpna jsou zde hody.

## Matriční úřad
Matriční úřad byl založen při Místním národním výboru v Břežanech v okrese Mikulov, kraj Brněnský  k 1. lednu 1950 na základě par. 2 vyhlášky ministerstva vnitra č. 1225 / 1949 Ú.l. řím. 1. Matriční obvod Břežany tvořily tyto obce :  1. Břežany, 2. Mackovice. K  1. červenci 1960 patřily obce Břežany a Mackovice do okresu Znojmo, kraj Jihomoravský. Matriční úřad v Břežanech byl zrušen k 31. prosinci 1965. S účinností od 1. ledna 1966 byly obce Břežany a Mackovice přičleněny k matričnímu obvodu Hrušovany.

## Obecní symboly
Od roku 1687 užívaly Břežany oválnou pečeť, v jejímž pečetním poli jsou tři hrozny, na prostředním sedí pták se dvěma květy v zobáku. Nad ptákem vlevo je šestilistá růžička a nahoře letopočet 1687. V té době byly Břežany majetkem rytířů Čertorejských. V pečetním poli je pták sedící na trojvrší. Opis – SIGILLVM. DER. GEMEIN. IN. FRISA. 
Na obou obecních symbolech je využito pečetní znamení ptáka. Ten je obohacen o erbovní symboliku Čertorejských – růže, a Breunerů – černo-zlatá šachovnice. Autorem návrhu je heraldik Miroslav Pavlů.
Blason znaku: V modrém štítě pod černo-zlatě dvěma řadami šachovanou hlavou je na zlatém trojvrší stříbrný pták s červenou zbrojí. Pták je provázený vlevo nahoře zlatou pětilistou růží s červeným semeníkem a zelenými kališními lístky.
Blason vlajky: Modrý list s černo-žlutě šachovaným žerďovým pruhem širokým šestinu délky listu. V modrém poli na volném žlutém trojvrší bílý pták s červenou zbrojí, provázený v horním cípu žlutou pětilistou růží s červeným semeníkem a zelenými kališními lístky. Poměr šířky k délce listu je 2:3.

## Doprava
Východně od vesnice vede železniční trať Brno – Hrušovany nad Jevišovkou-Šanov se zastávkou Břežany.

## Pamětihodnosti
- Původem barokní zámek z poloviny 17. století, přebudován ve stylu empírovém a klasicistním. Zámek stojí na vyvýšenině, je dvoupodlažní a postavený do tvaru čtyřúhelníku. Obklopuje jej rozsáhlý anglický park o rozloze 6 ha se vzácnými dřevinami. Zámek je využíván jako Domov pro osoby s mentálním postižením od šestnácti let věku.
- Sousoší Nejsvětější Trojice (1714)
- Socha sv. Floriána v zámeckém parku (1749)
- Socha sv. Jana Nepomuckého v zámeckém parku
- Farní kostel Zvěstování Páně (1771)